# TV Costa Norte
TV Costa Norte é uma emissora de televisão brasileira instalada em Parnaíba, cidade do Estado do Piauí. Opera no canal 4 (44 UHF digital) e é afiliada a TV Cultura.

## História
Sucessora da TV 14 de Agosto e TV MN 14, a TV Costa Norte surgiu em 2007, na qual ainda mantinha a afiliação com a TV Meio Norte (na época, afiliada à Rede Bandeirantes), e a SescTV no litoral do Piauí.
Depois da mudança de nome, também passou por fase de mudanças, sendo o Jornal da Costa Norte o principal informativo e líder de audiência em toda a região norte do Piauí. É formada basicamente por estagiários universitários oriunda das instituições de ensino superior da região.
Na virada do ano de 2010 a 2011, a TV Costa Norte deixa a SescTV e passa a transmitir apenas a programação da Meio Norte.
Em 2012, uma pesquisa realizada pelo Instituto Piauiense de Opinião Pública–Amostragem, entre os dias 17 e 18 de março, apontou que 46,22% dos habitantes de Parnaíba afirmaram que costumam assistir à emissora, que é seguida pela TV Clube (Globo) com 36,89%, a TV Cidade Verde (SBT) com 34,67%, TV Antena Dez (Record) com 19,11%. Já os restantes estão a TV Delta (Antares) com 3,56%, a TV Assembléia do Piauí com 1,78% e outras emissoras não chegaram a 1%.
Em 2014, a TV Costa Norte, além de exibir o conteúdo da Rede Meio Norte, passa a retransmitir parte da programação da TV Cultura de São Paulo(após cerca de dez anos sem ter nenhuma afiliada no Piauí depois da desfiliação da TV Antares em 2004).